# Peter Fonda
Peter Henry Fonda (Nova Iorque, 23 de fevereiro de 1940 - Los Angeles, 16 de agosto de 2019) foi um ator, roteirista e produtor norte-americano. Peter era filho do ator Henry Fonda.

## Biografia
Peter Fonda possuía ascendentes neerlandeses ("holandeses") do lado paterno, sendo filho de Henry Fonda, irmão de Jane Fonda e pai de Bridget Fonda (todos também atores) e de Justin Fonda. Desde 2011 era casado com Margaret 'Parky' DeVogelaere.
No seu décimo primeiro aniversário, acidentalmente atirou no próprio abdômen e quase morreu. Ele foi para Nainital e ficou por alguns meses para a recuperação. Anos depois, se referiu a esse incidente quando estava com John Lennon e George Harrison enquanto usava LSD. Ele disse: "Eu sei o que é estar morto". Isso inspirou a canção dos Beatles "She Said She Said".
Ficou mundialmente famoso por sua atuação no filme Easy Rider (no Brasil, Sem Destino). Em 2007 interpretou Mefisto no filme do Motoqueiro Fantasma e emprestou sua voz ao personagem "The Truth" do jogo GTA San Andreas.
Em 2000, Fonda foi incluído no Motorcycle Hall of Fame.

## Morte
Fonda morreu em 16 de agosto de 2019, aos 79 anos, em sua casa em Los Angeles, devido à insuficiência respiratória causada por câncer de pulmão.
Sua irmã Jane Fonda fez a seguinte declaração:

Eu estou muito triste. Ele era meu irmãozinho de coração doce. O falador da família. Eu tive um belo tempo sozinha com ele nestes últimos dias. Ele se foi rindo.
Numerosos atores e celebridades também prestaram homenagem a ele, incluindo Nancy Sinatra, Mia Farrow, Edgar Wright, Joseph Gordon-Levitt, Rob Reiner, Ava DuVernay, Kathy Griffin, Lawrence O'Donnell, Illeana Douglas, Cary Elwes, Billy Baldwin, Angus Macfadyen, John Carpenter, Guillermo del Toro, Norman Reedus e Diane Ladd.

## Filmografia
| Ano  | Filme                                   | Papel                         | Notas |
| ---- | --------------------------------------- | ----------------------------- | --- |
| 1963 | Tammy and the Doctor                    | Dr. Mark Cheswick             | |
| 1963 | The Victors                             | Weaver                        | Nomeado — Globo de Ouro para o Estreante Mais Promissor - Homem |
| 1964 | Lilith                                  | Stephen Evshevsky             | |
| 1964 | The Young Lovers                        | Eddie Slocum                  | |
| 1966 | The Wild Angels                         | Heavenly Blues                | |
| 1967 | The Trip                                | Paul Groves                   | |
| 1968 | Histories extradinaires                 | Baron Wilhelm                 | (segmento "Metzengerstein") |
| 1969 | Easy Rider                              | Wyatt                         | Nomeado — Oscar de melhor roteiro original com Dennis Hopper e Terry Southern Nomeado — Writers Guild of America Award para Melhor Drama Escrito Diretamente para as Telas com Dennis Hopper e Terry Southern |
| 1971 | The Hired hand                          | Harry Collings                | |
| 1971 | The Last Movie                          | Young Sheriff                 | |
| 1973 | Idaho Transfer                          | Diretor                       | |
| 1973 | Two People                              | Evan Bonner                   | |
| 1974 | Dirty Mary, Crazy Larry                 | Larry Rider                   | |
| 1974 | Open Season                             | Ken                           | |
| 1975 | Race with the Devil                     | Roger March                   | |
| 1975 | 92 in the Shade                         | Skelton                       | |
| 1976 | Killer Force                            | Bradley                       | |
| 1976 | Futureworld                             | Chuck Browning                | |
| 1976 | Fighting Mad                            | Tom Hunter                    | |
| 1977 | Outlaw Blues                            | Bobby Ogden                   | |
| 1978 | High-Ballin'                            | Rane                          | |
| 1979 | Wanda Nevada                            | Beaudray Demerille            | |
| 1981 | Cannonball Run                          | Chief Biker                   | |
| 1982 | Split Image                             | Kirklander                    | |
| 1983 | Peppermint-Frieden                      | Mr. Freedom                   | |
| 1983 | Dance of the Dwarfs                     | Harry Bediker                 | |
| 1983 | Daijôbu, mai furendo                    | Gonzy Traumerai               | |
| 1983 | Spasms                                  | Dr. Tom Brasilian             | |
| 1985 | A Reason to Live                        | Gus Stewart                   | Filme para a TV |
| 1985 | Certain Fury                            | Rodney                        | |
| 1987 | Hawken's Breed                          | Hawken                        | |
| 1988 | Mercenary Fighters                      | Virelli                       | |
| 1989 | The Rose Garden                         | Herbert Schluter              | |
| 1990 | Fatal Mission                           | Ken Andrews                   | |
| 1992 | South Beach                             | Jake                          | |
| 1992 | Family Express                          | Nick                          | |
| 1993 | Deadfall                                | Pete                          | |
| 1993 | Bodies, Rest & Motion                   | Motorcycle Rider              | |
| 1994 | Molly & Gina                            | Larry Stanton                 | |
| 1994 | Love and a.45                           | Vergil Cheatham               | |
| 1994 | Nadja                                   | Dracula/Dr. Van Helsing       | |
| 1996 | Escape from L.A.                        | Pipeline                      | |
| 1996 | Grace of My Heart                       | Guru Dave                     | |
| 1997 | Ulee's Gold                             | Ulysses 'Ulee' Jackson        | Dallas-Fort Worth Film Critics Association Award para Melhor Ator Globo de Ouro de melhor ator em filme dramático New York Film Critics Circle Awards de Melhor Ator Nomeado — Oscar de Melhor Ator Nomeado — Independent Spirit Award de Melhor Ator Nomeado — Online Film Critics Society Award de Melhor Ator Nomeado — Screen Actors Guild de Melhor Ator |
| 1997 | Painted Hero                            | Ray the Cook                  | |
| 1999 | The Passion of Ayn Rand                 | Frank                         | Globo de Ouro de Melhor Ator Coadjuvante - Séries, Minisséries ou Filmes de televisão Nomeado — Emmy do Primetime de Melhor Ator Coadjuvante - Minisséries ou Filme Nomeado — Screen Actors Guild de melhor ator em minissérie ou filme para televisão |
| 1999 | The Limey                               | Terry Valentine               | |
| 2000 | South of Heaven, West of Hell           | Shoshonee Bill                | |
| 2000 | Thomas and the Magic Railroad           | Grandpa Burnett Stone         | |
| 2000 | Second Skin                             | Merv Gutman                   | |
| 2001 | Wooly Boys                              | Stoney                        | |
| 2002 | The Laramie Project                     | Doctor Cantway                | |
| 2004 | The Heart Is Deceitful Above All Things | Grandfather                   | |
| 2004 | Grand Theft Auto: San Andreas           | The Truth                     | (voz) |
| 2005 | Supernova                               | Dr. Austin Shepard            | |
| 2006 | In God We Trust aka Cobrador            | Millionaire                   | |
| 2007 | Ghost Rider                             | Mephisto                      | |
| 2007 | Wild Hogs                               | Damien Blade                  | |
| 2007 | 3:10 to Yuma                            | Byron McElroy                 | Nomeado — Screen Actors Guild para melhor elenco no cinema |
| 2007 | The Gathering                           | Thomas Carrier                | |
| 2008 | Japan                                   | Alfred                        | |
| 2008 | Journey to the Center of the Earth      | Edward Dennison               | |
| 2009 | The Perfect Age of Rock 'n' Roll        | August West                   | |
| 2009 | The Boondock Saints II: All Saints Day  | The Roman, The old man, Louie | |